# Visualizador flip-disc

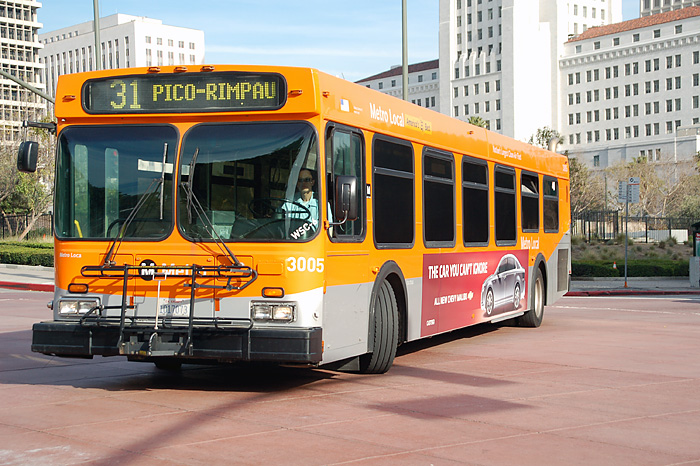
Autobús con visualizador flip-disc

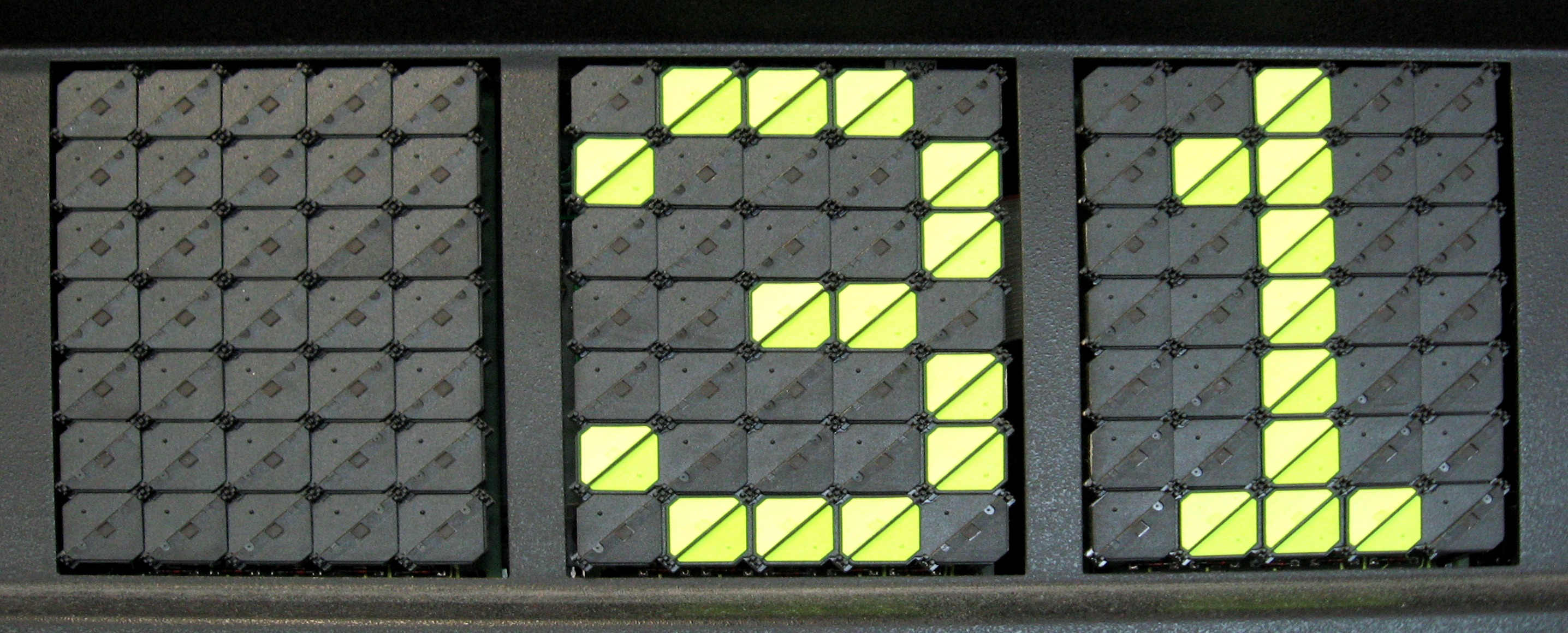
Visualizador flip-disc

Un visualizador flip-disc es un dispositivo de información (indicador electromecánico de tipo biestable), que usa el principio matricial de formación de la imagen. Se utiliza principalmente en los vehículos de transporte, en los paneles de los aeropuertos, en las estaciones de tren, en los estadios, las estaciones de servicio y en los indicadores de autopistas.
Para iluminarlos por la noche, se puede iluminar toda la matriz, haciendo uso de tintas fluorescentes o bien empleando una iluminación con LEDs. En este último caso se aplica la tensión al LED correspondiente mediante un reed switch activado por el cambio de dirección del campo del imán permanente al cambiar de cara (causado al aplicar el impulso al electroimán).

## Construcción

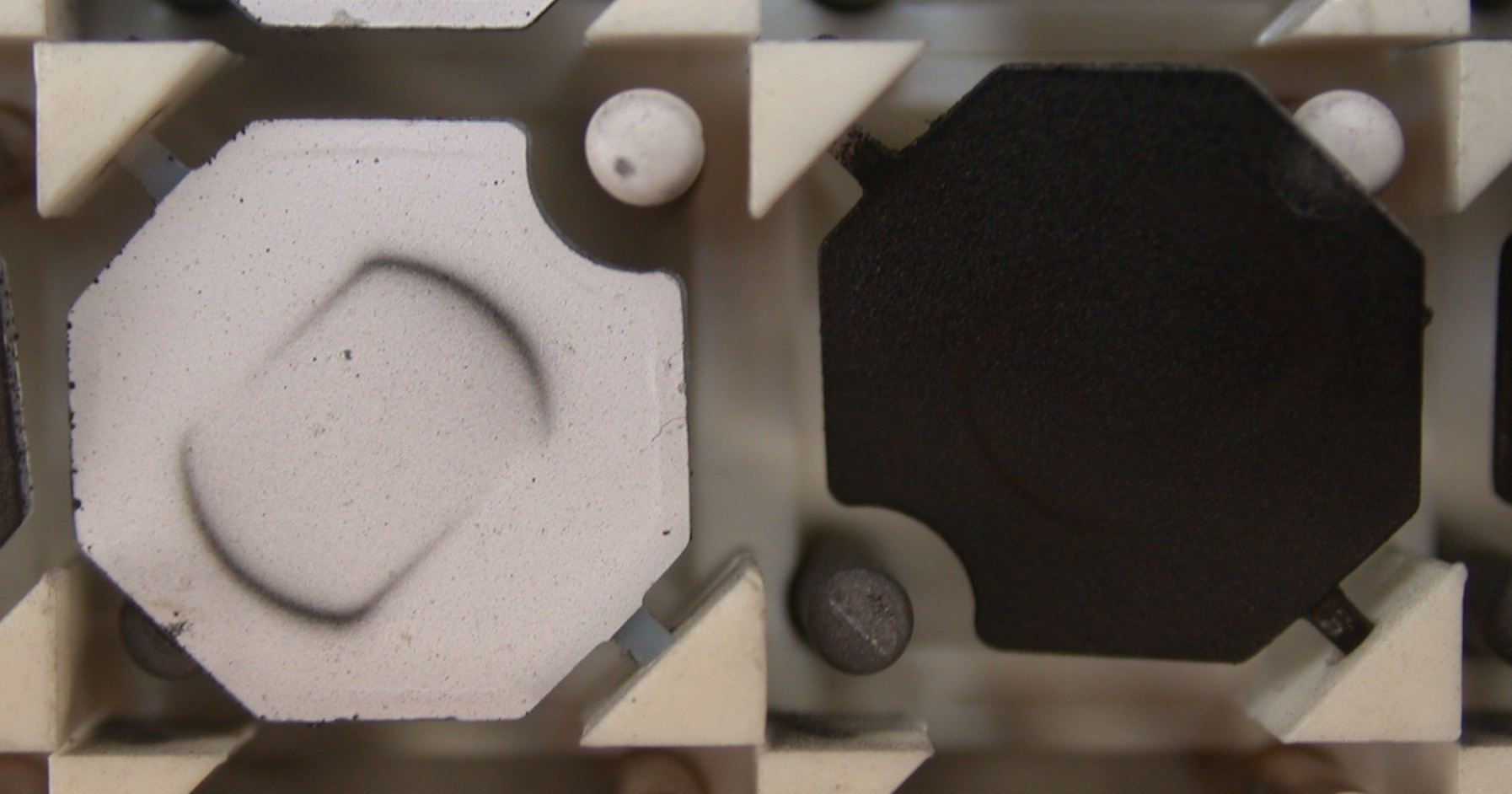
Interior de una de las variedades de visualizador flip-disc

El visualizador flip-disc (disco solapable) se compone de una retícula de pequeños discos de metal que son de color negro por un lado y de un color brillante por el otro (en general de color blanco o amarillo), todo montado sobre un fondo negro. Cuando se le aplica una tensión, el disco gira sobre el eje para mostrar la otra banda. Una vez cambiado, el disco permanecerán en la misma posición (bi-estable) sin necesitar que se aplique ningún voltaje.
El disco está unido a un eje que también trae un pequeño imán permanente. Colocado cerca del imán hay un solenoide. Al aplicar un impulso eléctrico a la bobina del solenoide con la polaridad apropiada, el imán permanente sobre el eje se alinea a solas con el campo magnético, haciendo girar el disco solidario y que dant-se estable en esta posición.
Hay otro sistema que utiliza un imán incorporado en el propio disco, con dos solenoides separados dispuestos en los extremos de ambos costados para darle la vuelta. Cuando la corriente es aplicada a un electroimán o la otra, el disco gira ninguno el lado correspondiente y un golpe desactivado, el disco se queda fija cómo había quedado.

## Pros y contras

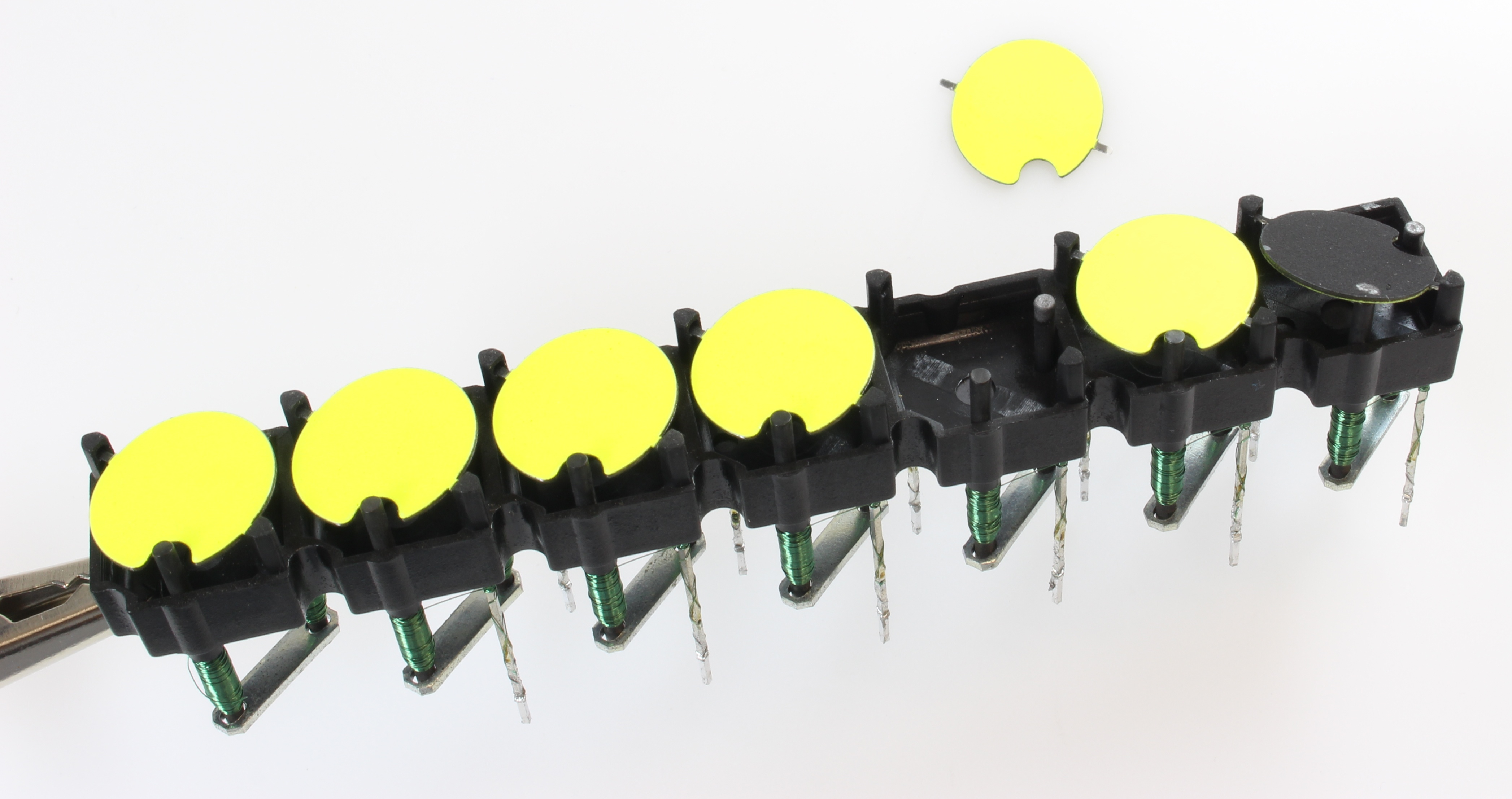
Estator con los electroimáns a la parte inferior, con las almohadillas, el eje de rotación y la placa apoyo.

### Ventajas[2]
- Bajo consumo de energía: cuando hay bastante luz natural, puesto que se consume energía sólo en el momento de la conmutación
- Buena legibilidad en entornos con mucha luz, porque la pantalla se ve por la luz reflejada.

### Desventajas[3]
- El tiempo de conmutación relativamente alto.
- En la conmutación, cuando cambia de estado, genera ruido (que puede ser una ventaja, porque llama la atención en el momento de actualización de la información).
- Baja fiabilidad debido a la presencia de un gran número de elementos mecánicos, que en particular es más grande que en los de segmentos mecánicos.

## Aplicación

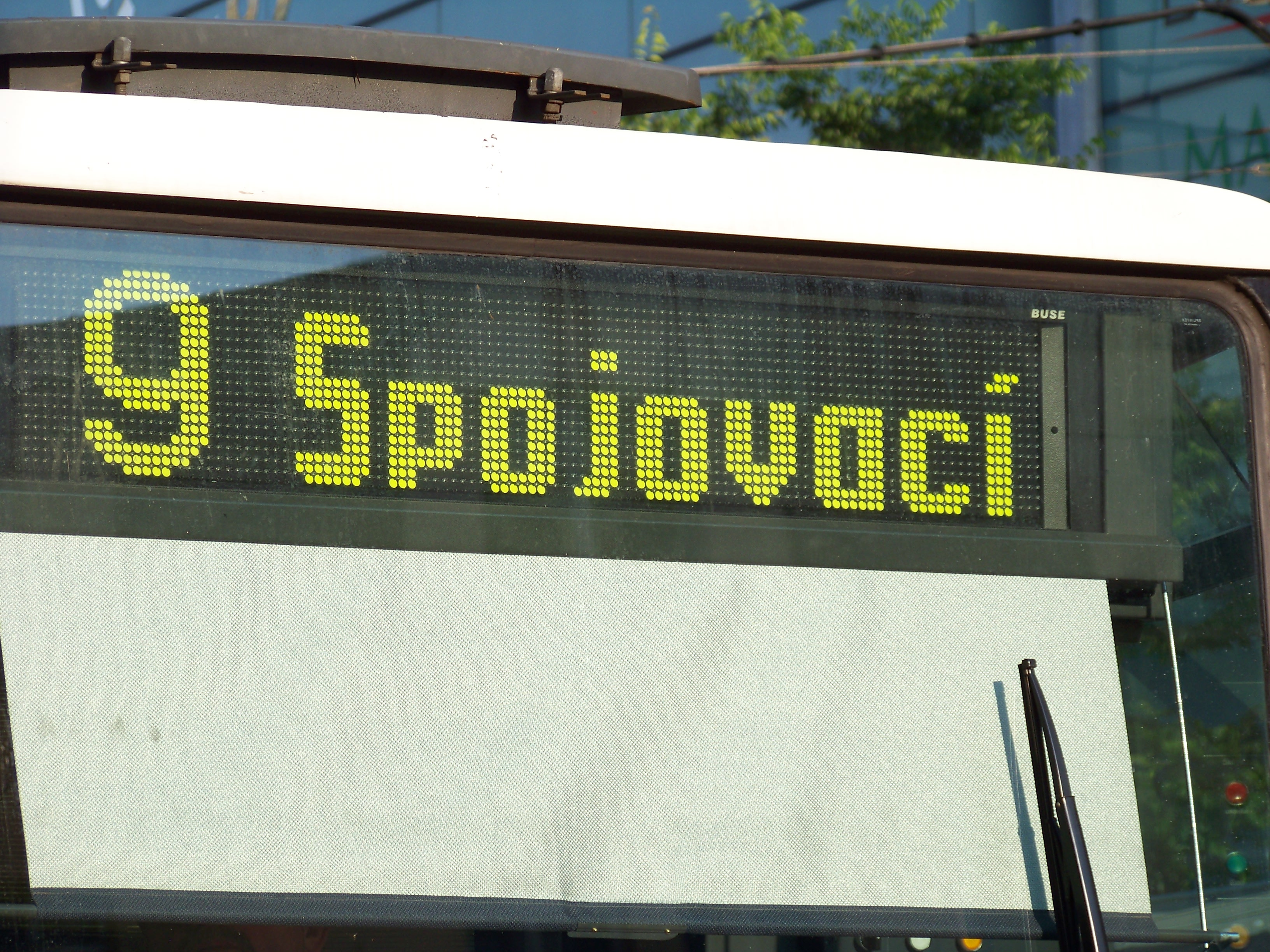
Destino y número de línea a un transporte público (tranvía de Praga).
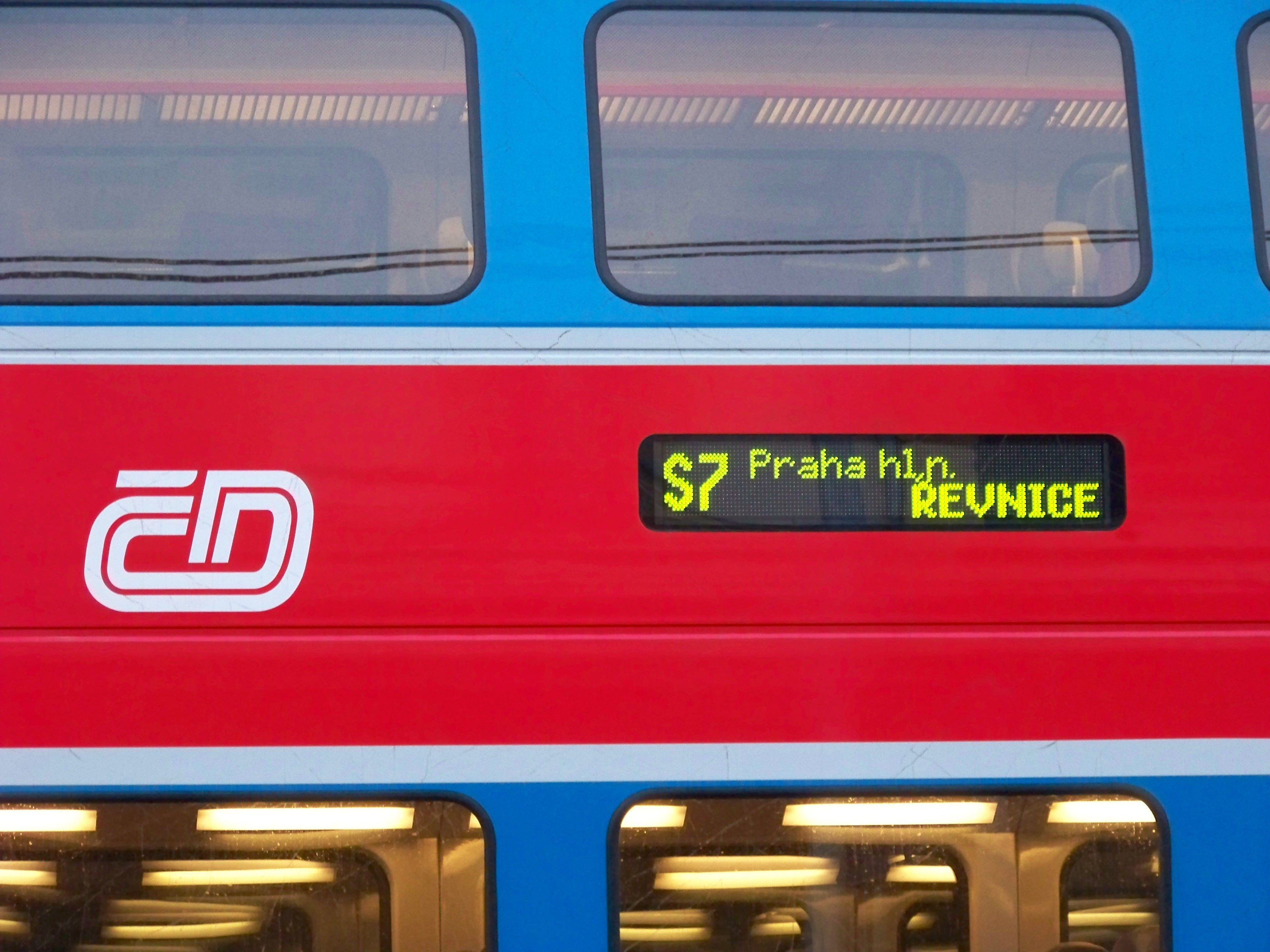
Destino y número de línea a un transporte público (tren de suburbio a Prague).
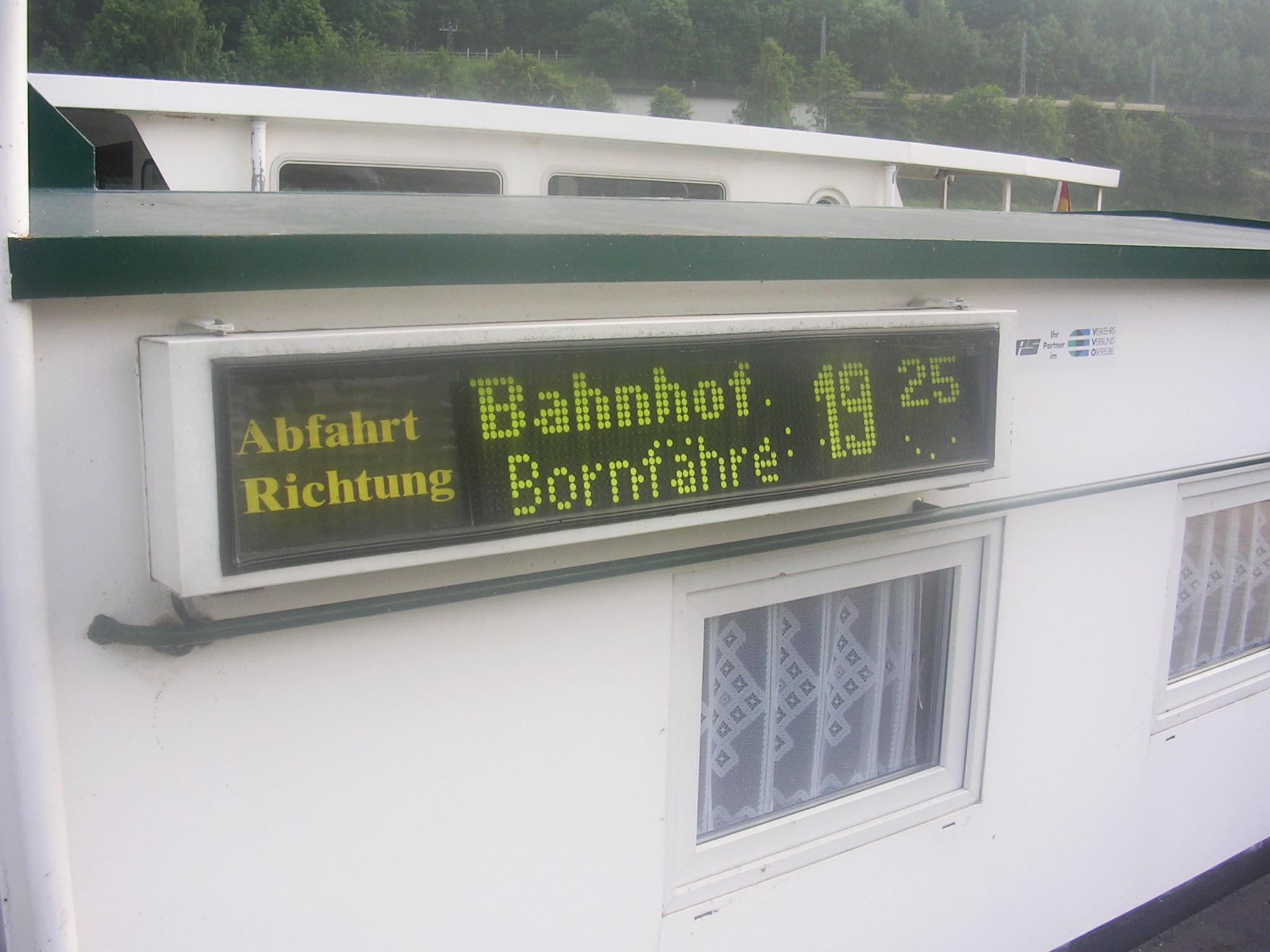
Marcador de las salidas a un transporte público (transbordador sobre el Elba a Bad Schandau).
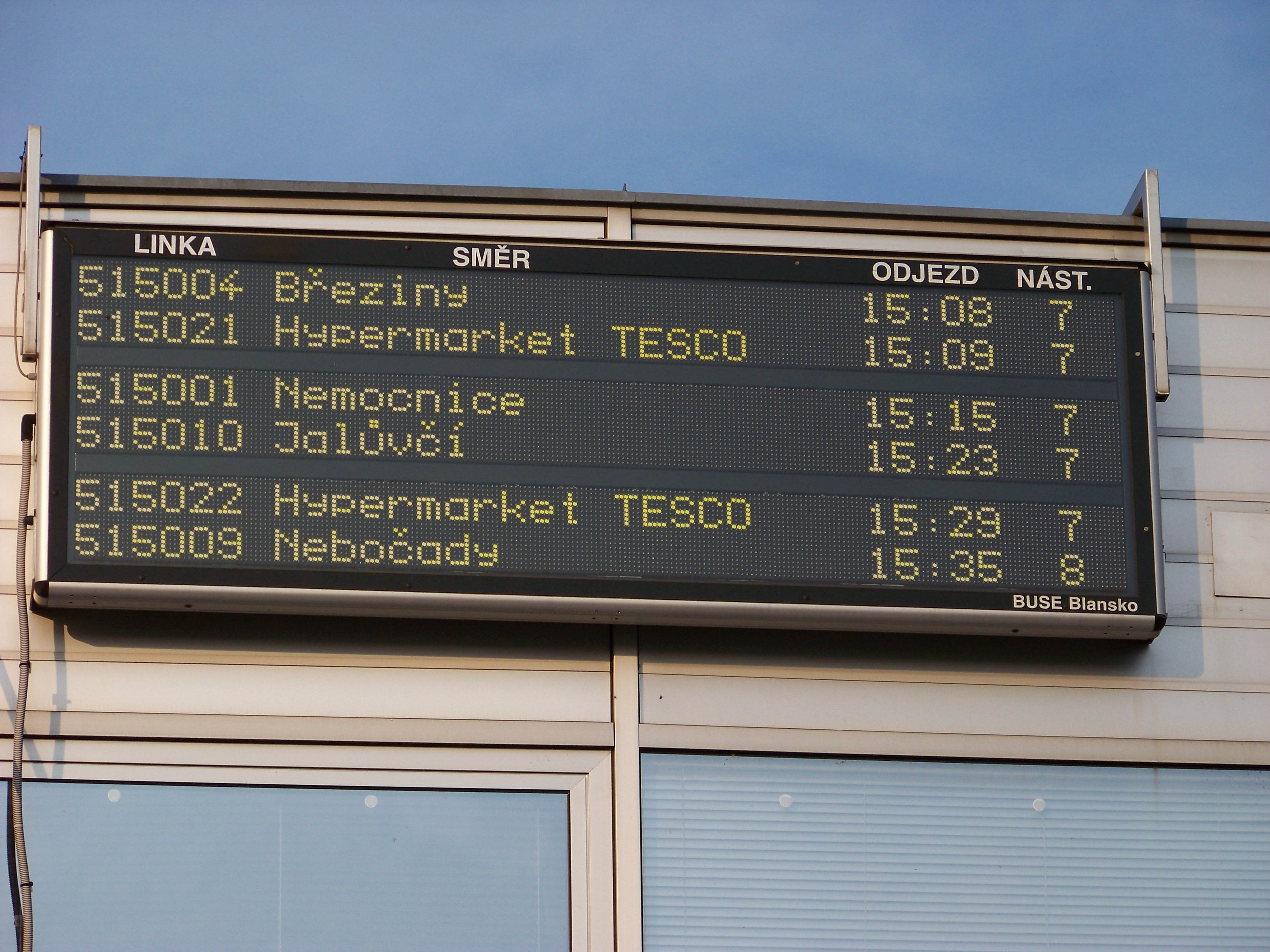
Marcador de las salidas a estaciones y terminales (terminal de Děčín).
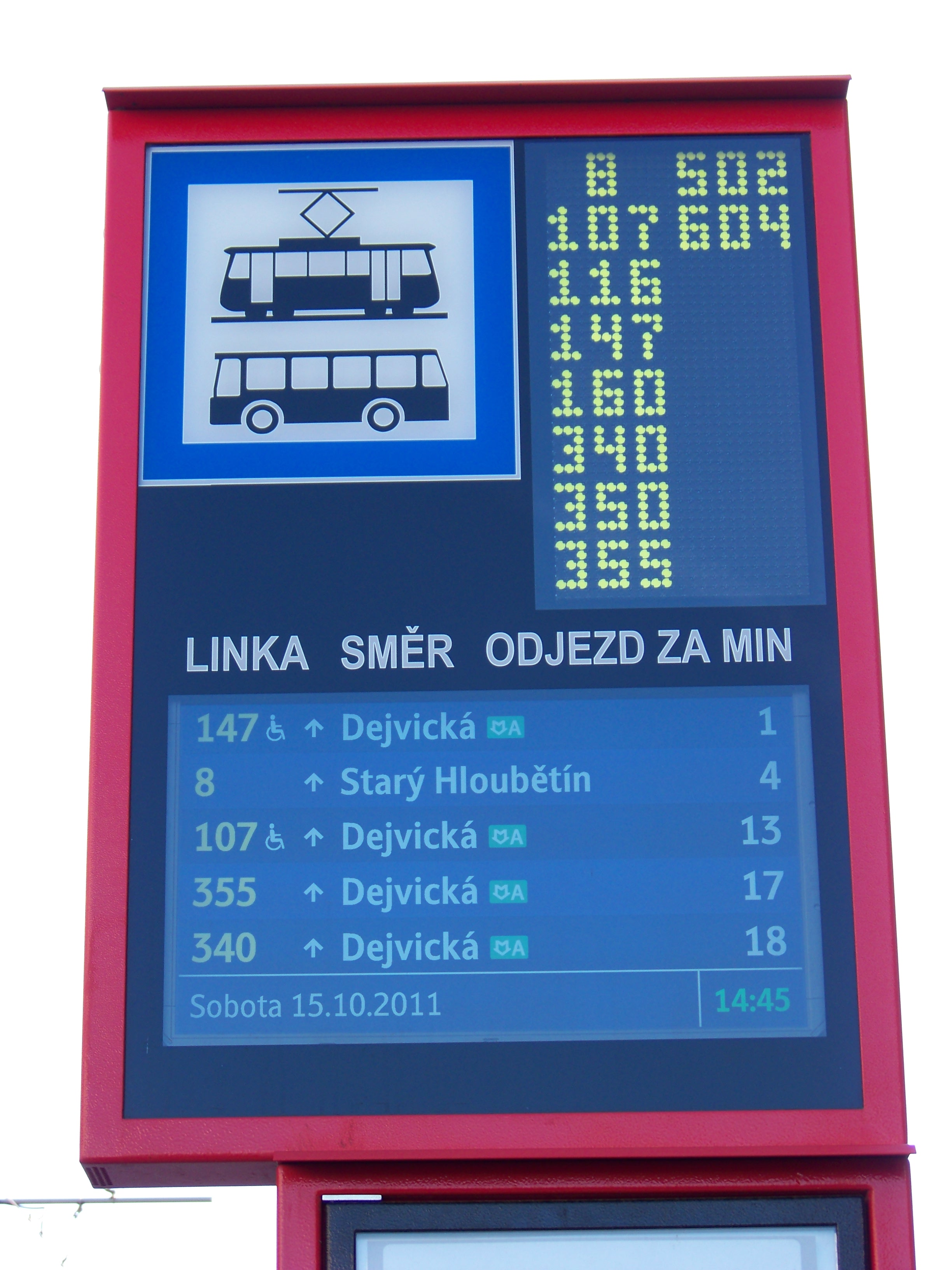
Marcador de las líneas a las paradas de los transportes público (Praga).
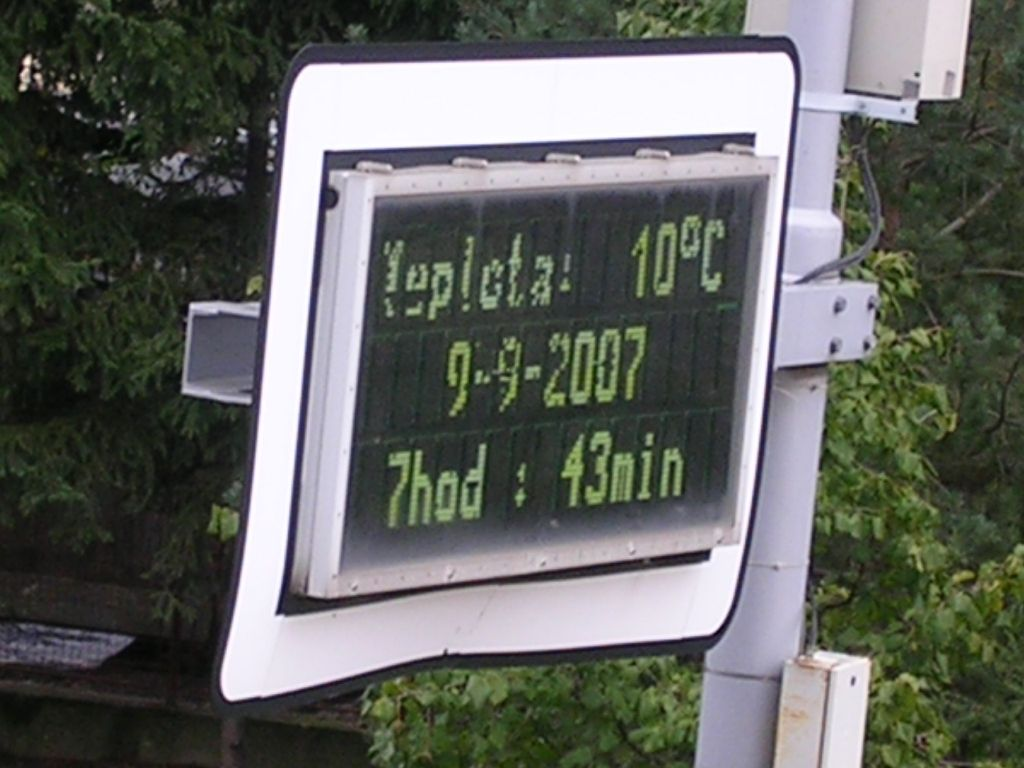
Información viaria (Praga).